# Dominique Julia
Pour les articles homonymes, voir Julia.
Dominique Julia (né en 1940) est un historien français.
Il s'intéresse principalement aux périodes de l'Ancien Régime et de la Révolution française, ainsi qu'à l'histoire des religions et à l'histoire de l'éducation.

## Biographie
Dominique Julia est ancien élève de l'École normale supérieure (promotion 1960 Lettres) et agrégé d'histoire.
Il a été directeur de recherche au CNRS et a enseigné à l'Institut universitaire européen de Florence (1990-1994). Il a dirigé le Centre d'anthropologie religieuse européenne (EHESS) de 1994 à 2005, en tandem avec Philippe Boutry.
Il est l'un des très grands spécialistes français d'histoire de l'éducation sous l'Ancien Régime. Ses travaux sur l'histoire des collèges français, depuis des études monographiques jusqu'au gros dictionnaire des collèges, codirigé avec son épouse Marie-Madeleine Compère, en font un des chercheurs internationalement les plus reconnus du domaine.
Il a simultanément conduit des travaux sur le clergé, puis sur l'histoire religieuse du catholicisme avant la Révolution française. Deux recueils de travaux, consacrés l'une à l'éducation, l'autre aux pèlerinages, rassemblent ses principaux travaux, réalisés au cours de cinquante années de recherches.
L'Académie des sciences morales et politiques lui décerne le prix Madeleine-Laurain-Portemer en 2017 pour l’ensemble de son œuvre.

## Ouvrages
- avec Willem Frijhoff , École et société dans la France d'Ancien Régime : quatre exemples, Auch, Avallon, Condom et Gisors, Paris, A. Colin, 1975.
- avec Michel de Certeau et Jacques Revel, Une Politique de la langue : la Révolution française et les patois, l'enquête de Grégoire, Paris, Gallimard, 1975.
- avec Roger Chartier et Marie-Madeleine Compère, L'éducation en France du XVIe au XVIIIe siècle, Paris, SEDES, 1976.
- La Révolution : les trois couleurs du tableau noir, Paris, Belin, 1981.
- avec Marie-Madeleine Compère, Les Collèges français:  1, Répertoire France du Midi : 16e-18e siècles, Paris, CNRS-INRP, 1984; 2, Répertoire France du Nord et de l'Ouest : 16e-18e siècles ; avec la collab. de Philippe Marchand, Alain Oger, Philippe Pauchet, Martine Sonnet, Paris, CNRS-INRP, 1988 ; 3. Les collèges parisiens, 2004.
- Atlas de la Révolution française. 2, L'Enseignement, 1760-1815, Paris, éditions de l'EHESS, 1987.
- Les Universités européennes du XVIe au XVIIIe siècle. 1, Bohême, Espagne, États italiens, pays germaniques, Pologne, Provinces-Unies. Études rassemblées par Dominique Julia, Jacques Revel, Roger Chartier, Paris, éd. de l'EHESS, 1986 ; avec Jacques Revel, 2, France : Histoire sociale des populations étudiantes, Paris, EHESS, 1989.
- avec Jean Boutier (éd.), Passés recomposés. Champs et chantiers de l'histoire, Paris, Autrement, 1995 ; éd. portugaise, Sao Paulo, 1997.
- avec Philippe Boutry (éd.), Reine au mont Auxois : le culte et le pèlerinage de sainte Reine des origines à nos jours, Paris, Cerf, 1997.
- avec Philippe Boutry, Pèlerinages et pèlerins dans l’Europe moderne (XVIe-XVIIIe siècles), Rome, École française de Rome, 2000.
- avec Philippe Boutry et Pierre-Antoine Fabre, Rendre ses vœux. Identités pèlerines dans l’Europe moderne, Paris, éditions de l'EHESS, 2000.
- avec Egle Becchi (éd.), Histoire de l'enfance en Occident, Paris, Seuil, 1998 et 2004, 2 vol.
- Gilles Caillotin, pèlerin : le "Retour de Rome" d'un sergier rémois, 1724, Rome, École française de Rome, 2006.
- avec Philippe Boutry et Pierre-Antoine Fabre (éd.), Reliques modernes : cultes et usages chrétiens des corps saints des réformes aux révolutions, Paris, éditions de l'EHESS, 2009, 2 vol.
- Réforme catholique, religion des prêtres et "foi des simples"  - Études d'anthropologie religieuse (XVIe-XVIIIe siècles), Genève, Droz, 2014.
- Le Voyage aux saints. Les pèlerinages dans l'Occident moderne (XVe-XVIIIe siècle), Paris, Éditions du Seuil, 2016, 384 p.  (ISBN 978-2-02-129569-6)

- Prix Guizot 2017 de l’Académie française.
- L'École normale de l'an III. Une institution révolutionnaire et ses élèves. Introduction historique à l'édition des Leçons, avec la collab. de François Azouvi, Stéphane Baciocchi, Jean Dhombres... [et al.], Paris, Éd. Rue d'Ulm, 2016, 656 p.  (ISBN 978-2-7288-0548-8)
- éd. critique de Bernard de Bonnard, Journal de l'éducation des princes d'Orléans, décembre 1777-janvier 1782, Paris, Classiques Garnier, 2019